# Huisman Equipment

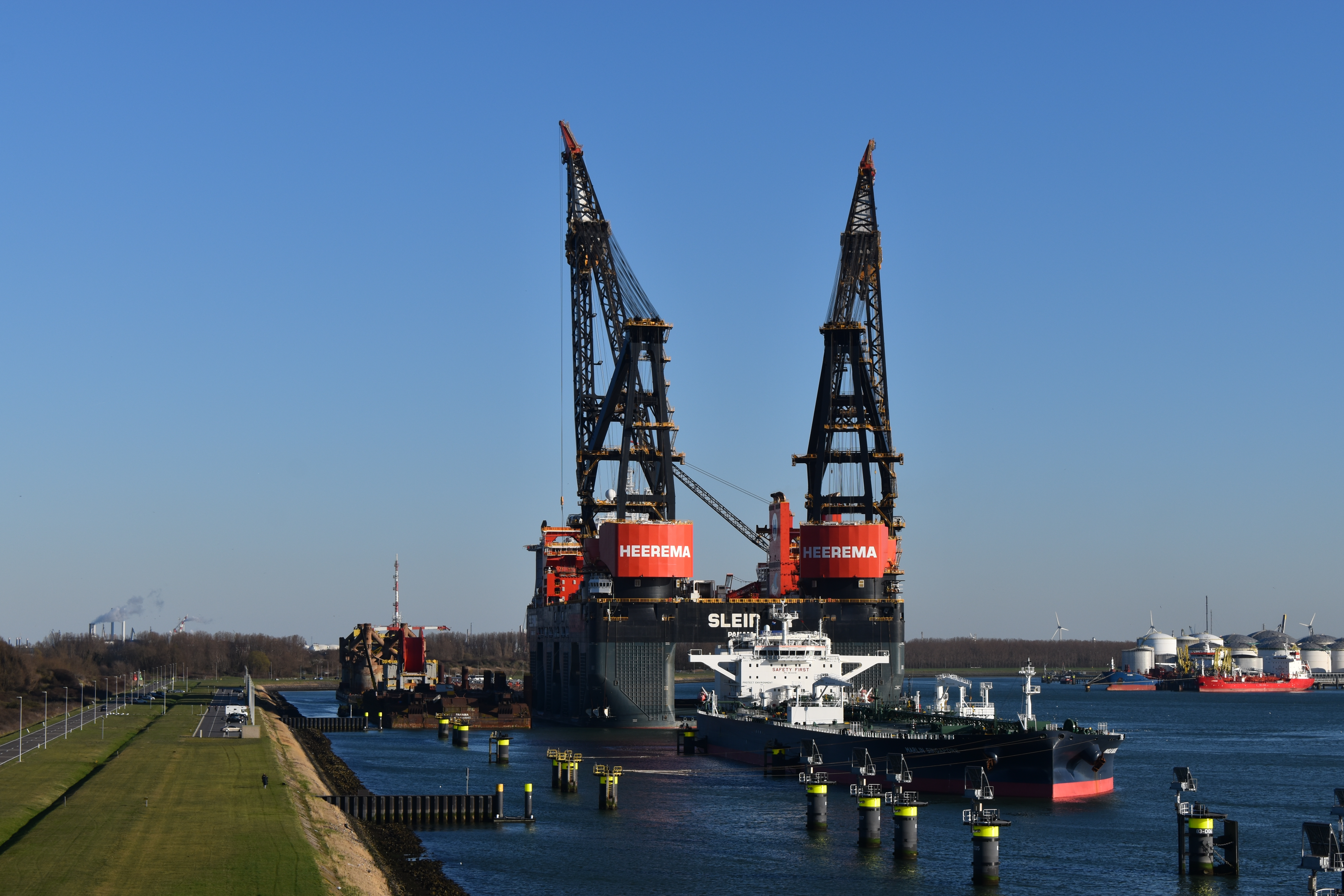
De twee Huisman Equipment kranen op de Sleipnir in de haven van Rotterdam

Huisman Equipment is een Nederlands bedrijf gespecialiseerd in het ontwerpen en bouwen van voornamelijk offshore kranen, pijplegtorens, boortorens en offshore windinstallatie apparatuur. Huisman Equipment is een internationaal opererend bedrijf met vestigingen in Nederland, China, Brazilië, de Verenigde Staten en Tsjechië. Huisman Equipment is in 1929 opgericht door Mr. M.M. Huisman. 
Huisman is voornamelijk bekend om zijn kranen met grote draagcapaciteit voor offshore kraanschepen. Zo heeft Huisman onder andere de twee 10.000 metrische ton kranen voor het grootste kraanschip ter wereld de Sleipnir ontworpen en gebouwd.

## Schepen met kranen van Huisman Equipment (selectie)
| Schip    | Oplevering | Capaciteit                    | Uit dienst | Verder als | IMO     |
| -------- | ---------- | ----------------------------- | ---------- | ---------- | ------- |
|          |            |                               |            |            |         |
| Sleipnir | 2019       | 10.000 + 10.000 metrische ton |            |            | 9781425 |